# Β-肌动蛋白
β-肌动蛋白，人体内由ACTB基因编码，是肌动蛋白的六种蛋白异构体之一，化学式为：C1853H2907O564N491S23。β-肌动蛋白是一种进化上高度保守的蛋白，与细胞的结构维持、移动，以及与所处环境之间的整合高度相关。
在肌动蛋白的六种异构体中，β-肌动蛋白是两种存在于肌肉组织之外的肌动蛋白之一（另一种是由ACTG1基因编码的γ-肌动蛋白）。

## 功能
β-肌动蛋白是构成微丝的蛋白之一，在细胞中有单体与多聚体（即聚合形成微丝的状态）两种存在状态。β-肌动蛋白与细胞的移动、结构维持等过程密切相关，过表达β-肌动蛋白会导致细胞形态出现异常，纯合敲除β-肌动蛋白的编码基因Actb则会导致小鼠胚胎致死。此外，β-肌动蛋白也是细胞基因调控网络的中间因子之一。

## 与临床医学的关系
有证据表明，β-肌动蛋白的编码基因ACTB突变与弥漫大B细胞淋巴瘤的发生有关。此外，也存有关于β-肌动蛋白的编码基因ACTB突变导致严重发育异常、耳聋和青少年发作性肌张力障碍等病征的案例报告。

## 应用
作为一种看家基因，因β-肌动蛋白在不同细胞之间的表达水平相对稳定，β-肌动蛋白常常在蛋白免疫印迹（Western Blotting）实验中用作内参蛋白，用于半定性表示不同样品之间总蛋白量的差异。因为类似的原因，编码β-肌动蛋白的ACTB基因也常常在qPCR实验中被选为内参基因。